# Ленскинов, Сергей Владимирович
Сергей Владимирович Ленскинов — сотрудник Министерства внутренних дел Российской Федерации, прапорщик милиции, погиб при исполнении служебных обязанностей во время Второй чеченской войны, кавалер ордена Мужества (посмертно).

## Биография
Сергей Владимирович Ленскинов родился 4 октября 1959 года в селе Алтарик Нукутского района Иркутской области. Окончил среднюю школу в родном селе. Являлся высококвалифицированным водителем. Уже в зрелом возрасте добровольно поступил на службу в Отряд милиции особого назначения при Министерстве внутренних дел Республики Бурятии.
После начала боевых действий на Северном Кавказе в 1999 году Ленскинов в составе сводной группы Бурятского ОМОНа был направлен в зону контртеррористической операции в Чеченской Республики. 1 марта 2000 года прапорщик милиции Сергей Владимирович Ленскинов, управлявший автомашиной в составе автоколонны, попал под вражеский обстрел в районе населённого пункта Кокшельды, и получил смертельное ранение. Вместе с ним погиб старший прапорщик милиции, сотрудник Бурятского ОМОНа Василий Васильевич Захаров.
Указом Президента Российской Федерации старшина милиции Александр Сергеевич Лебедев посмертно был удостоен ордена Мужества.

## Память
- В честь Ленскинова названа улица в его родном селе.
- Имя Ленскинова носит Алтарикская средняя школа, в которой он учился.
- На здании школы, где учился Ленскинов, установлена мемориальная доска, в школе действует его музейный уголок[3].
- В честь Ленскинова назван турнир по волейболу, проводящийся на его родине[4].